# Vekunta ishidae
Vekunta ishidae är en insektsart som beskrevs av Frederick Arthur Godfrey Muir 1914. Vekunta ishidae ingår i släktet Vekunta och familjen Derbidae. Inga underarter finns listade i Catalogue of Life.